# ماكين (جزيرة مرجانية)
ماكين (بالإنجليزية: Makin) هي جزيرة مرجانية وسلسلة جزر تقع ضمن دولة كيريباس، وهي دولة جزرية تقع في المحيط الهادئ. تُعد ماكين أقصى الجزر الشمالية ضمن جزر غيلبرت، ويبلغ عدد سكانها وفقًا لتعداد عام 2015 حوالي 1,990 نسمة.

## الطبيعة الجغرافية

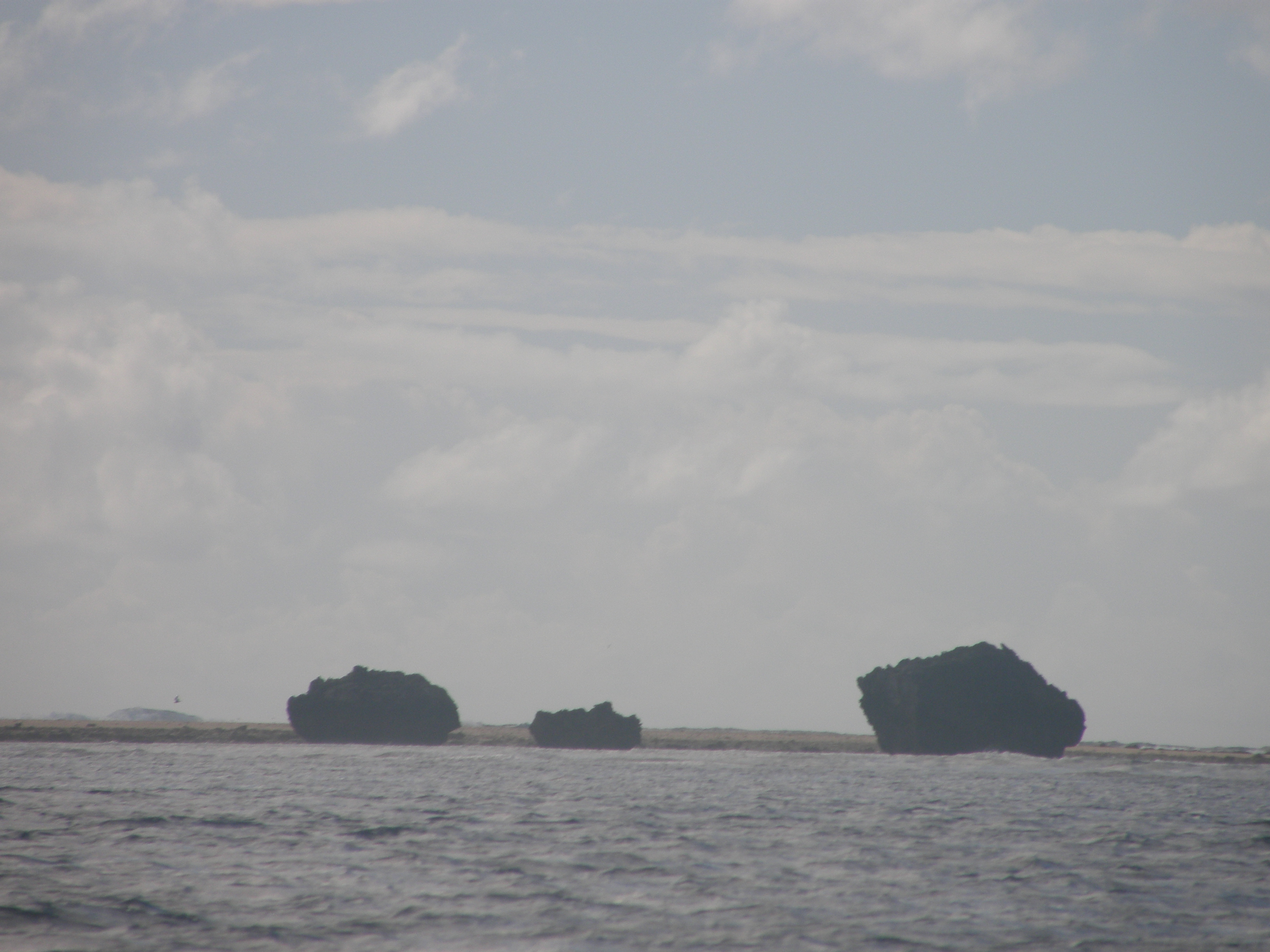
شعاب جزيرة ماكين

تقع ماكين على بُعد 6 كيلومترات إلى الشمال الشرقي من الزاوية الشمالية الشرقية لحيد شعاب بوتاريتاري المرجاني، وعلى مسافة 6.9 كيلومترات من جزيرة ناموكا التابعة له. تتكوّن ماكين من تشكيل شعابي خطي بطول 12.3 كيلومترًا من الشمال إلى الجنوب، ويضم خمس جزر صغيرة، منها اثنتان مأهولتان بالسكان وهما ماكين وكيبو، بينما تُعد أوني، وهي ثالث أكبر الجزر وأقصاها جنوبًا، صالحة للسكن أيضًا.
تشكل هذه المجموعة من الجزر أقصى امتداد شمالي لجزر غيلبرت، وتُعد ثالث أبعد نقطة شمالية في أرخبيل كيريباس (بعد تيرينا وتابوايران من جزر لاين).
ورغم أن ماكين لا تُصنّف علميًا ضمن الجزر المرجانية الكاملة، فإن الجزيرة الكبرى التي تحمل الاسم نفسه تحتوي على بحيرة شبه مغلقة بمساحة 0.3 كيلومتر مربع، ترتبط بالمحيط المفتوح من الشرق عبر قناة بعرض 15 مترًا يمر فوقها جسر. أما كيبو، فتضم بحيرة مغلقة صغيرة بقطر 80 مترًا ومساحة تُقدّر بـ 0.005 كيلومتر مربع (أي نصف هكتار تقريبًا)، وتفصلها عن البحر مسافة 60 مترًا فقط.